# 戴利 (伊利諾伊州)
戴利（英語：Dailey）是位於美國伊利諾伊州尚佩恩縣的一個非建制地區。該地的面積和人口皆未知。

## 地理
戴利的座標為40°14′20″N 87°56′51″W / 40.23889°N 87.94750°W，而該地的平均海拔高度為229米（即751英尺）。